# Ross Lynch
Ross Shor Lynch (Littleton, 29 dicembre 1995) è un attore, cantautore e musicista statunitense.
È noto per il ruolo di protagonista nella serie televisiva Austin & Ally, nonché per essere stato il co-protagonista del film del 2013 Teen Beach Movie e del suo sequel Teen Beach 2 e inoltre per aver interpretato Harvey Kinkle ne Le terrificanti avventure di Sabrina.
Oltre alla sua carriera televisiva e cinematografica, Ross dal 2009 al 2018 era la voce principale, chitarrista ritmico e compositore del gruppo musicale pop rock statunitense R5. Dal 2018 ha formato il duo musicale The Driver Era con suo fratello maggiore, Rocky Lynch.

## Biografia
Ross Lynch è nato a Littleton, in Colorado da Mark Lynch, un imprenditore, e Stormie Lynch. Ha quattro fratelli, Riker, Rocky, Ryland e Rydel. Derek e Julianne Hough sono suoi cugini di secondo grado. È cresciuto nella sua città natale, in Colorado, prima di trasferirsi a Los Angeles, in California, quando aveva dodici anni, per permettere al fratello maggiore Riker di lavorare nel mondo dello spettacolo. Ha origini irlandesi, inglesi e danesi.
Ross è stato educato in casa dalla quarta elementare. Sa suonare la chitarra, imparata a suonare da autodidatta, il basso, il pianoforte e la batteria. In California, Ross e i fratelli conobbero il batterista Ellington Ratliff con cui, in seguito, hanno formato gli R5.
Dal 2015 al 2017 ha avuto una relazione con Courtney Eaton.

### Gli esordi
Si interessa al mondo dello spettacolo fin da piccolo, quando frequentava lezioni di ballo e organizzava spettacoli per la propria famiglia con i fratelli. È apparso in diverse pubblicità e ha preso parte ad alcune campagne pubblicitarie negli Stati Uniti.
Quando la sua famiglia si trasferì a Los Angeles, nel 2007, ottenne i primi ruoli. Ha ballato per i The Rage Boyz Crew, un gruppo fondato da una compagnia di danza del sud della California, con il quale ha partecipato al programma televisivo So You Think You Can Dance, rimanendo in gara per undici puntate, fino alla finale. Nello stesso anno ha preso parte al video musicale Let It Rock per i Kidz Bop Kids ed è apparso in spettacoli televisivi come Moises Rules su Disney XD. Appare con il fratello maggiore Riker Lynch nel video di Ordinary Girl di Hannah Montana, e in I'm Gonna Arrive di Selena Gomez.
Ross interpretò ruoli di supporto nel cortometraggio Grapple! del 2010 e in A Day as Holly's Kids del 2011.

### La notorietà

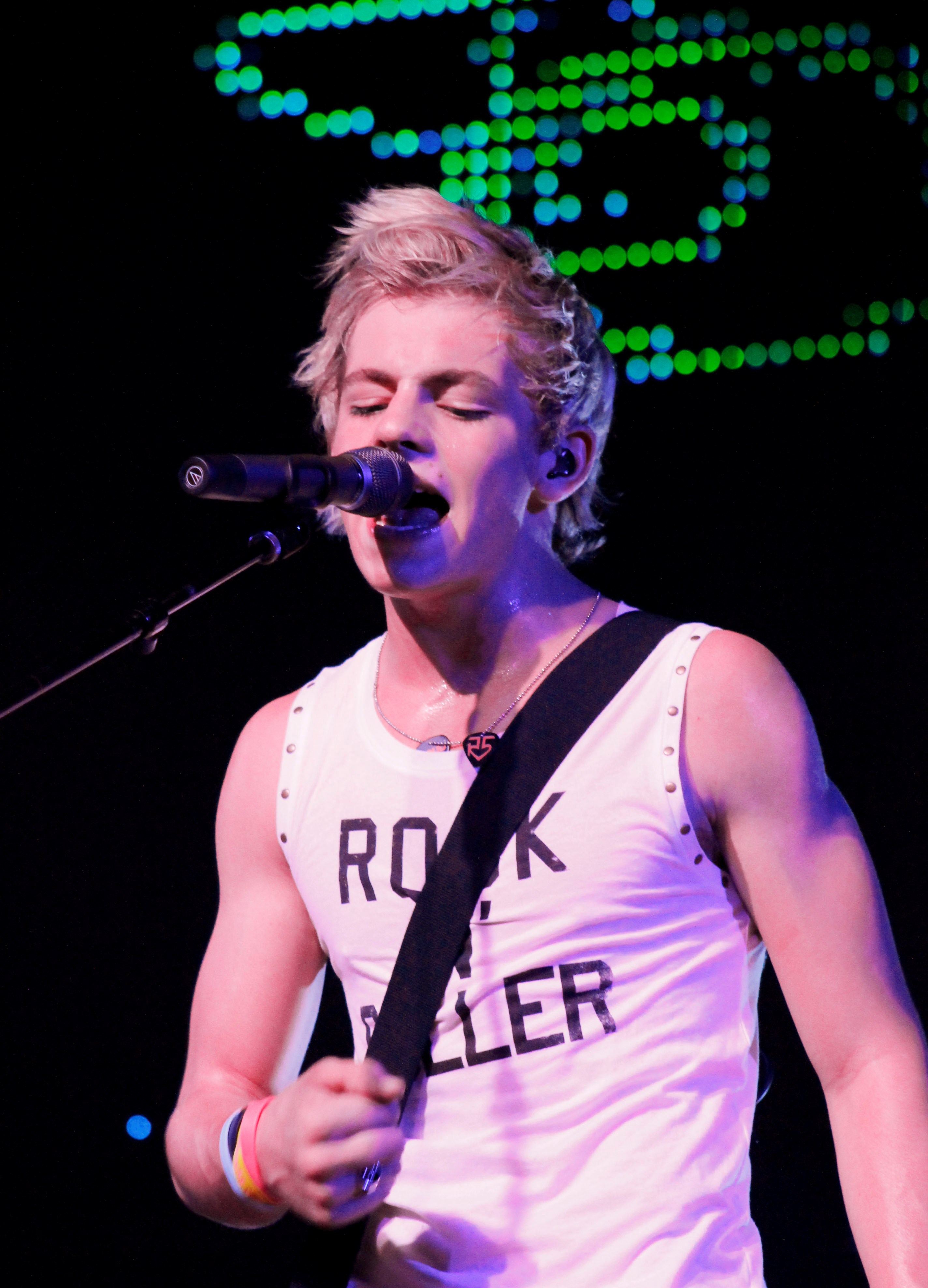
Ross Lynch in concerto

Nel 2011 Lynch fu scritturato dalla Disney per apparire in una nuova serie televisiva dal titolo Austin & Ally, 
dove interpreta il ruolo del co-protagonista Austin Moon, un giovane cantante che con Ally Dawson, interpretata dall'attrice Laura Marano, dovrà districarsi tra gli alti e i bassi del successo, dell'amicizia e dell'amore. Essa ha procurato una buona fama a Ross Lynch, tanto che nel 2014 il sito di informazione e spettacolo statunitense Just Jared lo ha inserito alla terza posizione della sua classifica Just Jared Jr's 25 Most Popular Actors of 2014. Per questo ruolo ha vinto, tra gli altri, due Kids' Choice Awards come miglior attore televisivo.
Nel 2012 Lynch ottenne un ruolo nel film Teen Beach Movie, diretto da Jeffrey Hornaday e presentato nell'estate del 2013. Egli interpreta Brady, il protagonista maschile del film, affiancato da Maia Mitchell. Il film ottiene un grande successo, diventando uno dei film prodotti per Disney Channel più visti, con 13,5 milioni di spettatori negli Stati Uniti nella data di debutto. Nello stesso anno l'attore partecipa al film per la televisione Austin & Jessie & Ally: All Star New Year, un crossover natalizio tra le serie Austin & Ally e Jessie.
Nel 2013 Ross Lynch presta la voce al personaggio Jack Russell/Werewolf by Night nella serie animata Ultimate Spider-Man. L'anno seguente è apparso in un cameo nel film Muppets 2 - Ricercati, diretto da James Bobin, per poi riprendere i panni del protagonista di Teen Beach Movie partecipando alle riprese del suo sequel. Il film, dal titolo Teen Beach 2, è stato mandato in onda il 26 giugno 2015.
Nel 2016 è protagonista del film  Status Updates, insieme a Courtney Eaton (ex ragazza) e Olivia Holt. 
Le riprese sono state girate a Vancouver.
Nel 2018 parte nuovamente per Vancouver per interpretare Harvey Kinkle nella serie TV Netflix Le terrificanti avventure di Sabrina.

### Carriera musicale
Ross Lynch era voce principale, chitarrista e compositore del gruppo musicale pop rock e alternative rock statunitense R5.

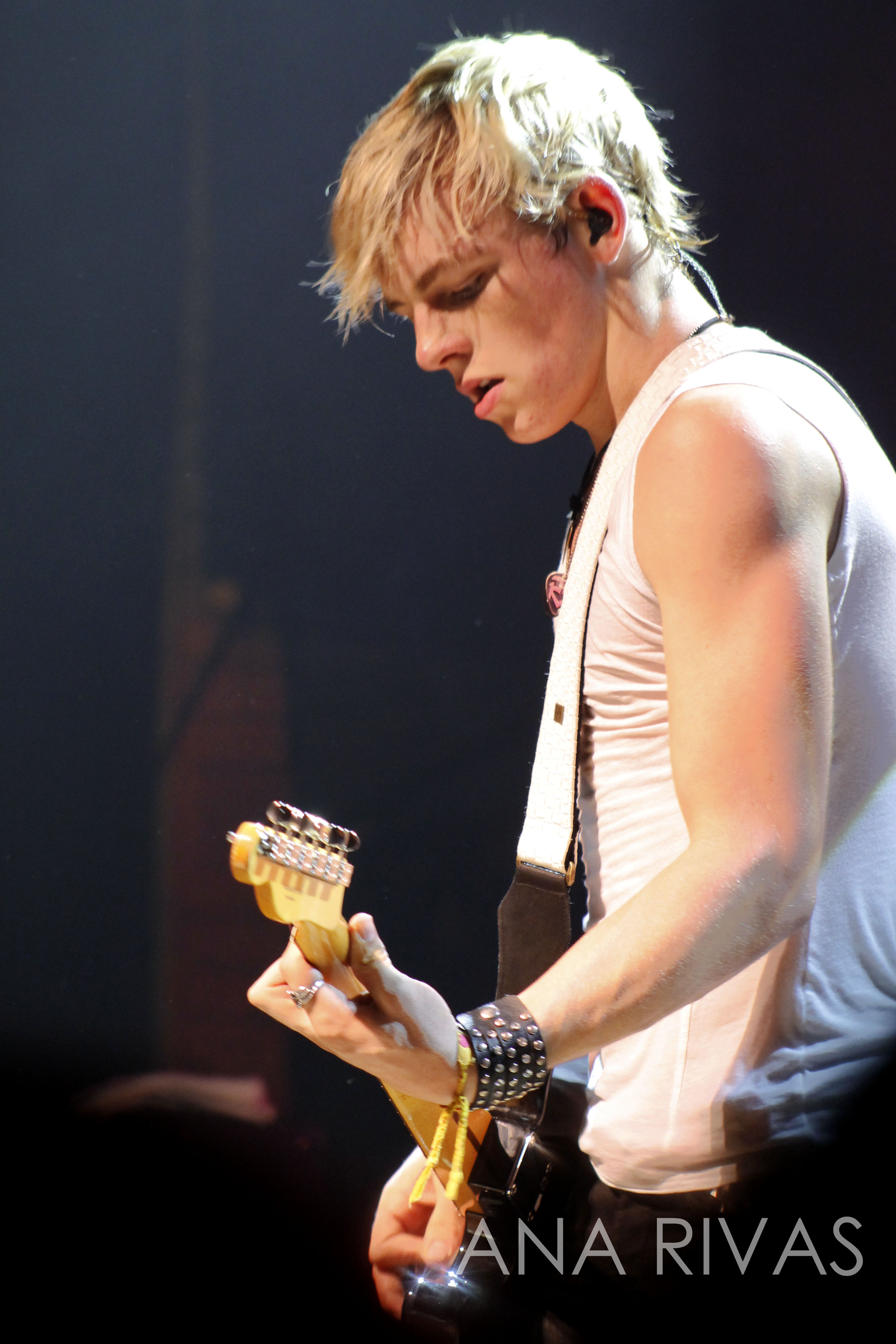
Ross Lynch che suona

Nella primavera del 2018 il gruppo si sciolse, allora Ross e il fratello maggiore Rocky Lynch decisero di formare un duo.

### Gli inizi
Lynch fondò il gruppo musicale R5 nel 2009 con i fratelli Riker, Rydel e Rocky Lynch. Nato come progetto casalingo, fin da piccoli infatti organizzavano spettacoli per la famiglia, nello stesso anno entrò a far parte del gruppo il batterista Ellington Ratliff.
Dopo la formazione, il gruppo realizzò alcune cover e lavorò sul suo primo EP per circa un anno, con Riker e Rocky che composero la maggior parte dei brani assieme al paroliere Mauli B. Intitolato Ready Set Rock e prodotto da E-Vega, esso fu pubblicato indipendentemente nel 2010, quando il gruppo iniziò a esibirsi soprattutto nel sud della California.
Nel 2012 Lynch e la band annunciarono di aver firmato un contratto discografico con l'etichetta Hollywood Records e che stavano pianificano il loro primo tour nord americano nel periodo estivo, intitolato West Coast Tour, seguito dall'East Coast Tour nel periodo autunnale.
Il gruppo iniziò a farsi notare nel 2013, quando pubblicò un nuovo EP, Loud, per il quale collaborò con il produttore Emanuel Kiriakou e con Evan "Kidd" Bogart. Esso contiene brani scritti prevalentemente da Ross Lynch, tra cui il singolo omonimo Loud, che riscontrò un discreto successo nel mercato americano. L'EP, in meno di 24 ore, arrivò in terza posizione nella classifica di vendite di iTunes, nella sezione pop, e settimo nella classifica generale, ottenendo buone recensioni. Per la promozione dell'EP gli R5 intrapresero un nuovo tour, chiamato Loud World Tour. Esso ha previsto concerti in America, Europa e Oceania e li ha portati ad esibirsi negli Stati Uniti, in Canada, nel Regno Unito, in Francia e in Australia.

### Il successo conLouder

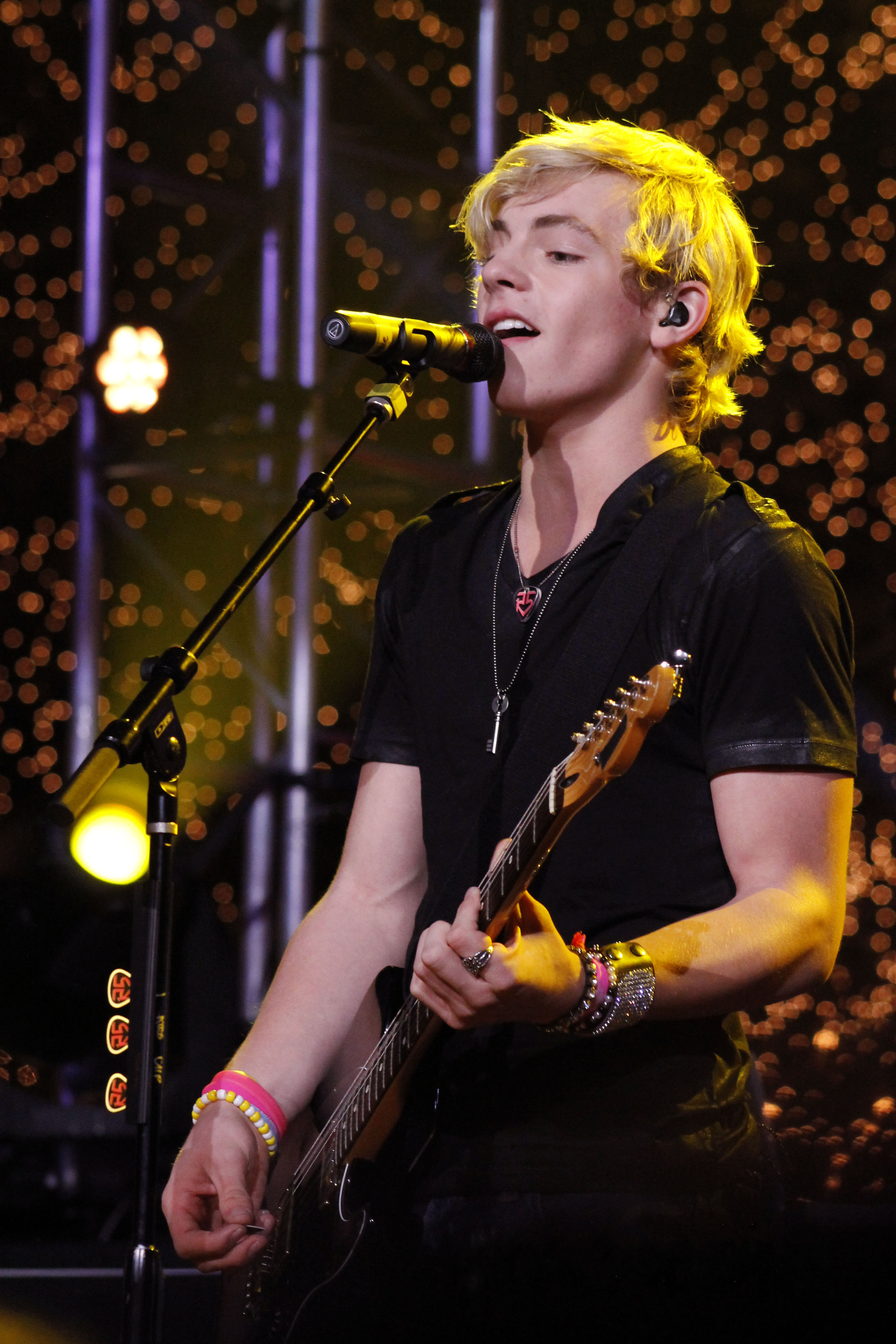
Ross Lynch nel 2013

Dopo oltre un anno di lavoro, a settembre 2013 fu pubblicato l'album di debutto del gruppo, Louder. Esso fu un passo avanti importante per il gruppo; debuttò alla posizione 24 della classifica Billboard 200 e alla posizione 14 della Top Digital Downloads, riuscendo in seguito ad entrare nella top ten in 31 paesi e ottenendo recensioni generalmente positive. L'album ha scalato la classifica di iTunes fino alla seconda posizione ed è stato classificato come "Chart-topper" nella lista degli album di iTunes di fine anno. Il disco è stato anticipato dal singolo Loud, già estratto dall'omonimo EP nel mese di febbraio e successivamente dal singolo di lancio Pass Me By, pubblicato nel mese di agosto. A dicembre dello stesso anno fu pubblicato il terzo singolo estratto dall'album, (I Can't) Forget About You, che debuttò alla posizione 47 della classifica Billboard Pop Digital Songs, con il relativo video, girato a Tokio, in Giappone. La canzone One Last Dance fu estratta come quarto singolo a maggio 2014. Louder, nelle parole degli stessi R5, è "un album perfetto da suonare in auto nelle notti d'estate". Tim Sendra di AllMusic ha definito Louder come "una composizione forte, leggera e divertente. Nominati a cinque Radio Disney Music Awards, gli R5 ne vincono due nelle categorie Miglior Band e Show Stopper (per i concerti sold-out). Inoltre Ross Lynch riceve il premio Air Guitar. 

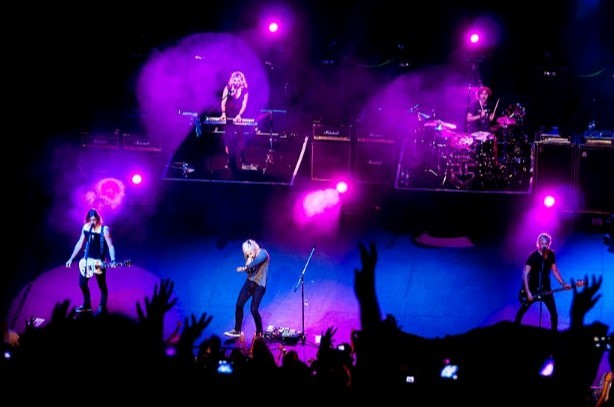
Ross Lynch con gli R5 durante un concerto in Argentina nel 2014

Per promuovere l'album, il gruppo intraprese un tour mondiale tra Stati Uniti, Canada, Messico, Giappone, Australia, Israele e che presenta numerose tappe in Europa, tra cui una tappa in Italia ai Magazzini Generali di Milano. Durante il tour le telecamere di Vevo hanno seguito la band e hanno realizzato uno speciale in cinque puntate, intitolato R5 on R5.
A maggio 2014 la band pubblica un EP live intitolato Live in London, che è stato registrato durante uno dei concerti del Louder World Tour alla The O2 di Londra. Esso contiene 6 brani in versione live tra cui una collaborazione con il gruppo inglese The Vamps. Il 22 luglio il gruppo pubblicò un nuovo EP, Heart Made Up on You. Esso precede il secondo album della band, la cui pubblicazione è prevista per la primavera 2015. Dall'EP è stato estratto un singolo omonimo, Heart Made Up on You. Rachel Ho di Musichel ha elogiato la band per aver creato "un sound originale per gli R5". Nello stesso periodo Lynch e il gruppo intraprendono un nuovo tour tra Nord e Sud America, R5: Live On Tour, per la promozione del nuovo EP e partecipano come ospiti a una puntata della serie televisiva Violetta, esibendosi con il singolo Heart Made Up on You.
Ross Lynch è autore di diverse canzoni per gli R5; tra le più note: Love Me Like That, Loud, Pass Me By, Heart Made Up on You e Smile.

## Altre attività

### Impegno sociale
Ross Lynch ha aderito a molte iniziative benefiche e di solidarietà fin dall'inizio della sua carriera. Nel 2012 ha preso parte con gli R5 al progetto Artists Against Bullying, volto alla sensibilizzazione e alla raccolta fondi contro il fenomeno del bullismo. Ross ha partecipato, nell'ambito di questo progetto, all'incisione del singolo Stand Up (Make Some Noise), assieme ad altri artisti. Inoltre, con gli R5 e Office Depot Inc., azienda leader globale nel settore dei prodotti per la scuola e l'ufficio, ha preso parte all'iniziativa Gotta Get #INSPIR5D, la quale ha visto Ross e il gruppo partecipare a incontri in alcune scuole statunitensi volti a sensibilizzare i giovani e a incoraggiare gli studenti a credere in se stessi e a non abbandonare le proprie ambizioni.
Inoltre, Ross Lynch sostiene le associazioni Water.org, che ha l'obiettivo di facilitare l'accesso all'acqua potabile alle comunità più povere dell'Africa, dell'Asia meridionale e dell'America centrale e di fornire a esse cure sanitarie, e No Kid Hungry, che si occupa di fornire ai bambini disagiati il cibo di cui necessitano.
Nel 2014 Ross ha partecipato all'evento Stars and Strikes Charity sostenendo l'associazione A Place Called Home (APCH). Il 25 gennaio 2015 Ross e altri due membri degli R5 hanno preso parte alla Luc Robitailles Celebrity Shootout at Sundance partecipando ad una partita di hockey per beneficenza, mentre il 22 febbraio ha partecipato ad un incontro con alcuni bambini con malattie croniche e terminali e le loro famiglie, tenendo un piccolo concerto acustico al Walt Disney World di Orlando.

### Pubblicità

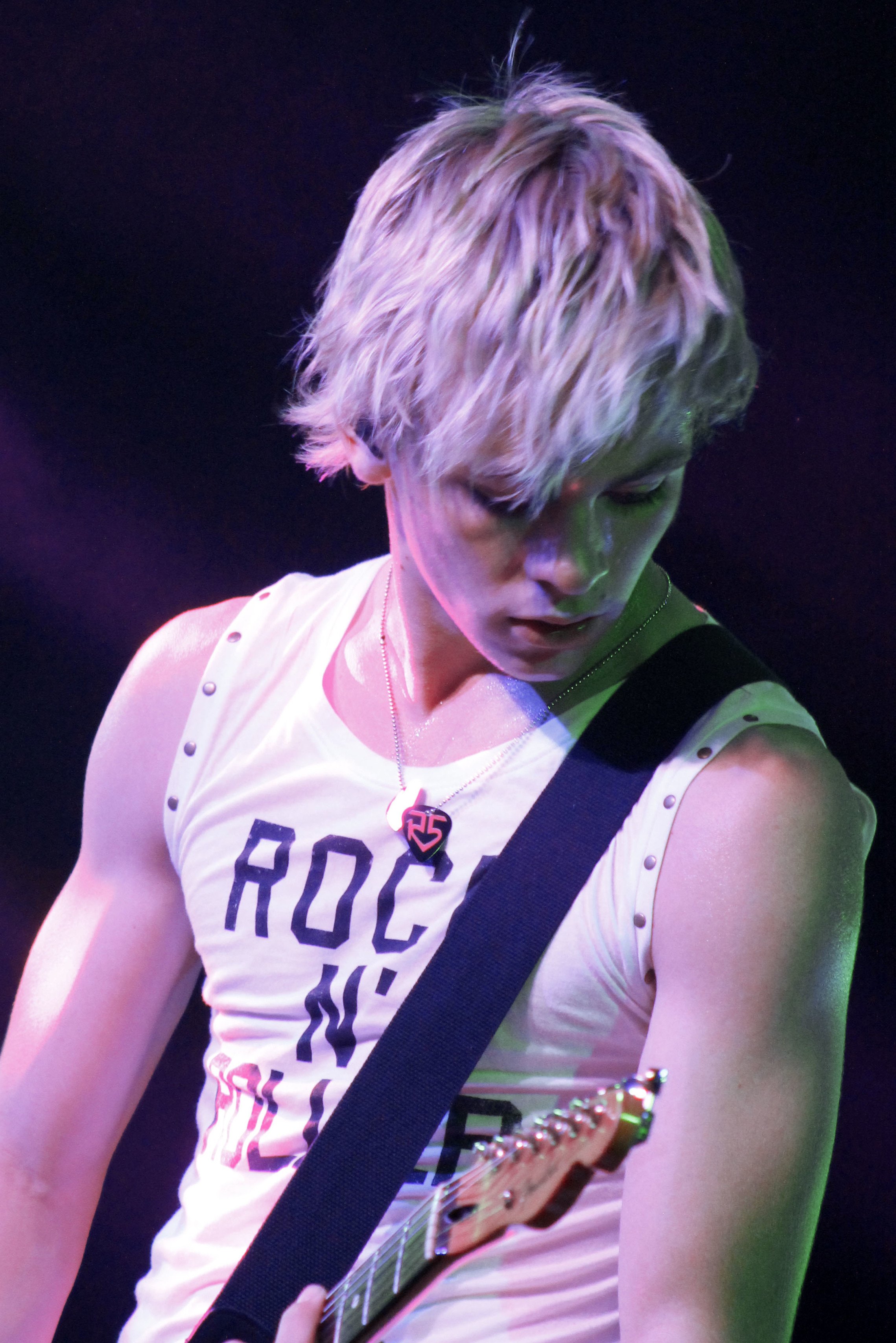
Ross Lynch con la guitar

Ross Lynch è stato testimonial negli Stati Uniti della linea "Danimals" della compagnia francese Danone. Egli è apparso in quattro spot televisivi con l'attrice Bella Thorne nel biennio 2013-2014. Inoltre, è apparso assieme agli R5 in due spot pubblicitari nell'ambito di una campagna promozionale della Topps Company. I due spot, Keep On Rocking e Rock That Rock, sono andati in onda negli Stati Uniti nel corso del 2014 e hanno visto la band partecipare con un brano composto appositamente, intitolato Rock That Rock.

## Filmografia

### Cinema
- Grapple!, regia di Luke Slendebroek (2010)
- A Day as Holly's Kids, regia di Judy Phu (2011)
- Muppets 2 - Ricercati (Muppets Most Wanted), regia di James Bobin (2014)
- R5: All Day, All Night (2014)
- Status Update, regia di Gabe Torres (2018)
- My Friend Dahmer, regia di Marc Meyers (2017)

### Televisione
- Moises Rules!, programma TV, episodio 1x01 (2009)
- Austin & Ally, serie TV, 87 episodi (2011-2016)
- Jessie, serie TV, episodio 2x06 (2012)
- Teen Beach Movie, film TV, regia di Jeffrey Hornaday (2013)
- Violetta, serial TV, 3x69-3x70 (2015)
- Teen Beach 2, film TV, regia di Jeffrey Hornaday (2015)
- Girl Meets World, serie TV, episodio 2x18 (2015)
- Status update, film TV
- Le terrificanti avventure di Sabrina - serie TV, 41 episodi (2018-2020)

### Doppiatore
- Marvel's Ultimate Spider-Man, serie televisiva, episodio 2x22 (2013)
- Snowtime! (La Guerre Des Toques), regia di François Brisson e Jean-François Pouliot (2016)

## Discografia

### Colonne sonore
- 2012 – Austin & Ally
- 2013 – Teen Beach Movie
- 2013 – Austin & Ally: Turn it Up
- 2015 – Teen Beach 2

### EP
- 2015 – Austin & Ally: Take It from the Top

## Tournée
Tra il 2009 e il 2011, prima che firmasse l'attuale contratto discografico con la Hollywood Records, Ross Lynch si è esibito assieme agli R5 soprattutto in California, come a Los Angeles, alla Orange County Fair, alla San Diego County Fair, alla San Diego IndieFest e nel parco divertimenti Six Flags Magic Mountain. Dal 2012, dopo la firma con la Hollywood, Ross ha dato inizio alle sue tournée ufficiali con la band. I primi due tour si sono svolti nel solo Nord America, fra Stati Uniti e Canada, mentre a partire dal terzo cominciarono a essere tour mondiali.
Tour
- 2012 – R5 West Coast Tour (Stati Uniti)
- 2012 – R5 East Coast Tour  (Stati Uniti, Canada)
- 2013 – Loud World Tour (Nord America, Europa, Australia)
- 2014 – Louder World Tour (Nord America, America Centrale, Europa, Israele)
- 2014 – Live on Tour (Nord America, Sud America)
- 2015 – Sometime Last Night Tour (Nord America, America Latina, Europa, Asia, Oceania)
- 2017/18 – New Addictions Tour (Nord America, America Latina, Europa, Giappone)

Tour promozionali
- 2012 – 3M Tour (Stati Uniti)
- 2013 – Dancing Out My Pants Tour (Stati Uniti, Canada)

## Premi e riconoscimenti
Teen Choice Awards
- 2014 - Vinto - Miglior attore in una commedia
- 2014 - Nomination - Miglior gruppo musicale con gli R5
- 2015 - Vinto  - Miglior attore in una commedia
- 2016 - Vinto  - Miglior attore in una commedia

Nickelodeon Kids' Choice Awards
- 2013 - Vinto - Attore TV preferito
- 2014 - Vinto - Attore TV preferito
- 2015 - Vinto - Attore TV preferito[54]
- 2016 - Vinto

Young Hollywood Awards
- 2012 - Nomination - Stella emergente preferita

Radio Disney Music Awards
- 2013 - Nomination - Scena divertente preferita
- 2013 - Vinto - Video musicale preferito per Heard it on the radio
- 2014 - Nomination -  Canzone preferita da un film per Cruisin' for a Bruisin
- 2014 - Premio Air Guitar
- 2014 - Vinto - Miglior Band con gli R5
- 2014 - Show Stopper per i concerti sold out

J-14 Teen Icon Awards
- 2012 - Nomination - Attore icona della Tv
- 2012 - Nomination - Miglior scelta dei direttori
- 2013 - Nomination - Attore icona della Tv
- 2013 - Nomination - Attore icona del cinema
- 2013 - Nomination - Star icona maschile
- 2014 - Nomination - Attore icona della Tv
- 2014 - Nomination - Iconic Shirtless Stud
- 2014 - Nomination - Star icona maschile

Vevo LIFT Fan Vote Awards
- 2014 - Nomination - Vevo LIFT Artist con gli R5

## Doppiatori italiani
Nelle versioni in italiano delle opere in cui ha recitato, Ross Lynch è stato doppiato da:
- Alessandro Campaiola in Austin & Ally, Jessie, Muppets 2 - Ricercati, Teen Beach Movie,Teen Beach 2, Violetta, Girl Meets World
- Leonardo Caneva in Le terrificanti avventure di Sabrina
- Giulio Bartolomei in My Friend Dahmer